# Cannon (ITT Corporation)

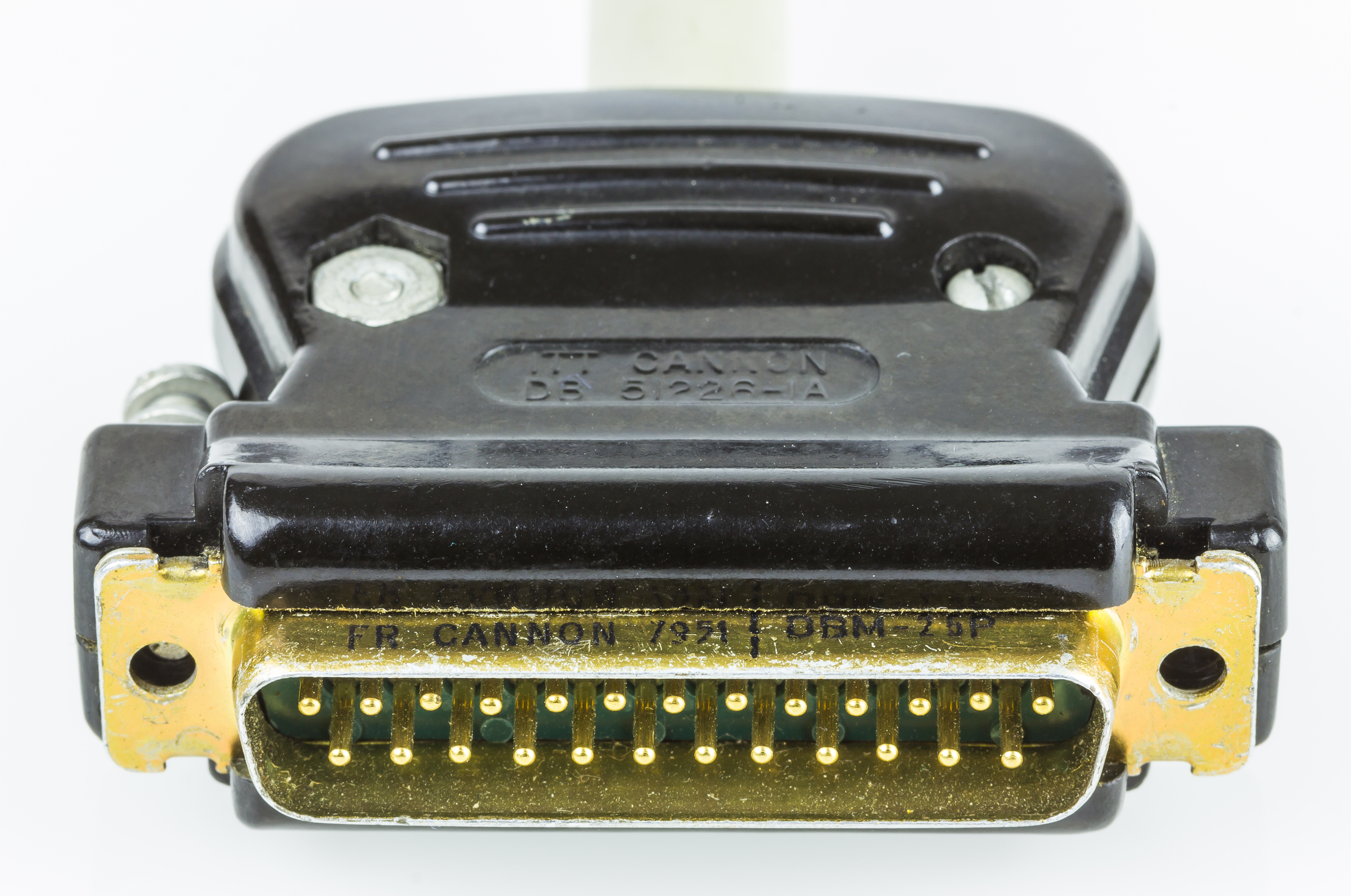
Cannon DBM-25P.

Cannon es una división de ITT Corporation especializada en la fabricación de conectores eléctricos, interruptores, teclados y componentes de redes de área local.
Fue fundada en in 1915 con el nombre de «Cannon» por el ingeniero James H. Cannon usando su apellido. 